# Heilig Bloedwonder

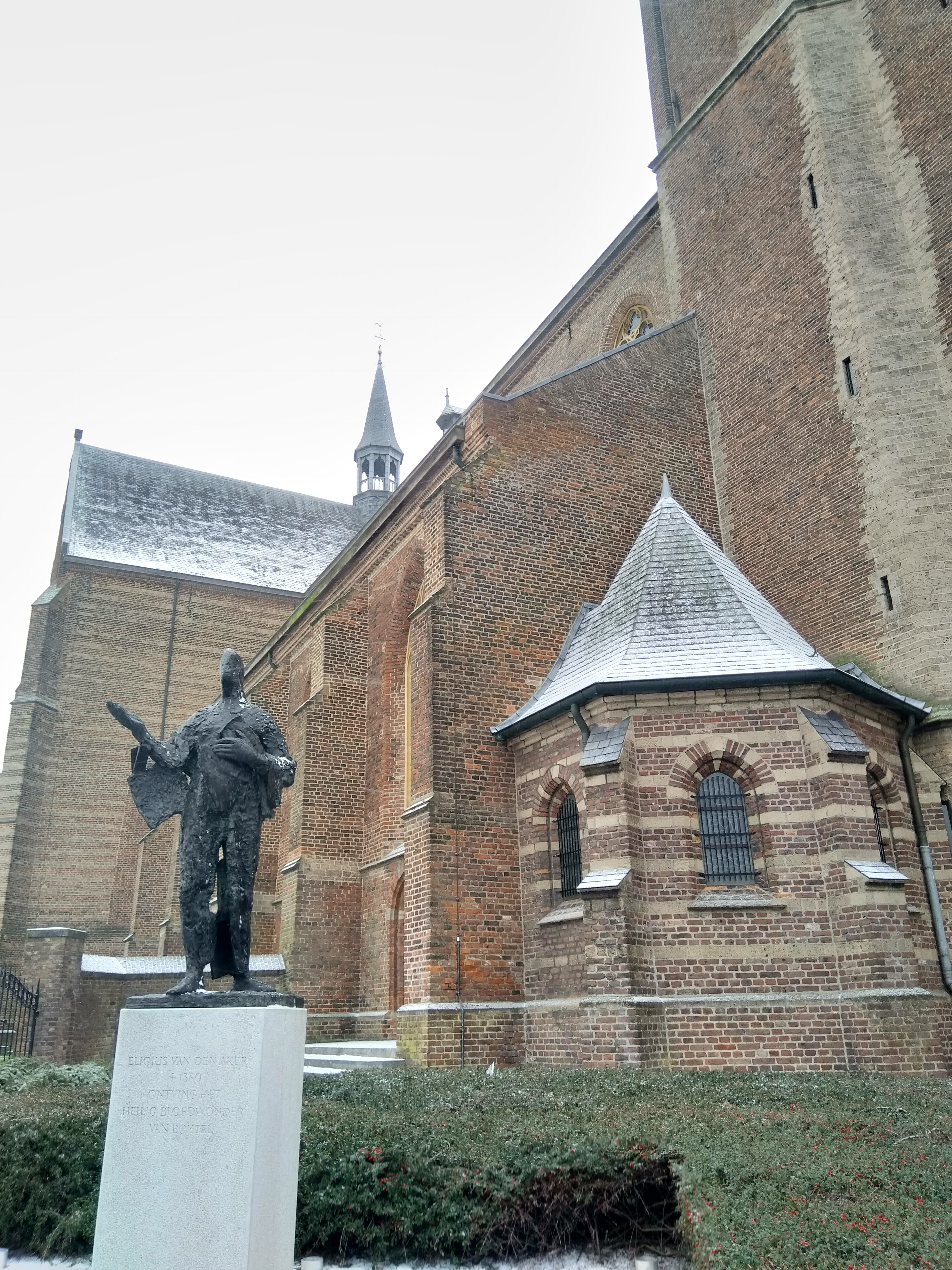
Standbeeld van Eligius van den Aker nabij de Sint-Petrusbasiliek

Het Heilig Bloedwonder is een legendarisch mirakel, dat kort voor 1380 plaats zou hebben gevonden in Boxtel, in de tegenwoordige Nederlandse provincie Noord-Brabant. Deze gebeurtenis past in een reeks van soortgelijke wonderen die alle omstreeks deze tijd plaatsvonden.

## Legende
Eligius van den Aker, een priester uit het naburige Esch, zou na de consecratie witte miswijn uit de miskelk hebben geknoeid op de doek (corporale) die op het Driekoningen-altaar van de toenmalige Sint-Petruskerk lag. Er gebeurde een wonder: de vlekken kleurden rood. Hij trachtte de vlekken uit te wassen bij de nabijgelegen Boxtelse Watermolen, maar tevergeefs, ze bleken het Heilig Bloed van Christus te zijn.
Eveneens volgens de legende zou Willem van Merheim, de toenmalige heer van Boxtel, in 1380 naar kardinaal Pileus de Prata, die aartsbisschop was van Ravenna, zijn gereisd om het wonder door hem te laten bevestigen.

## Bedevaartplaats
Aldus werd Boxtel een bedevaartplaats en kreeg de kerk een 'Heilig Bloedkapel' om de corporale te bewaren. In latere geschiedschrijving is er abusievelijk van uitgegaan dat er naast de corporale nog een andere doek bij het wonder betrokken was: de 'altaardwaal', een doek die het altaar bedekte. Dat blijkt een misvatting te zijn, zo werd in 2021 duidelijk, zie Bronnenonderzoek. 
Omstreeks 1600 bevonden de doeken (zoals het in de historiografie werd aangeduid) zich te 's-Hertogenbosch en ze werden ieder jaar naar Boxtel overgebracht om door de bedevaartgangers op Drievuldigheidszondag te worden vereerd. Toen 's-Hertogenbosch na de belegering van 1629 in handen van de Staatsen viel, werden de doeken overgebracht naar de Sint-Michielsabdij te Antwerpen om in 1652 in Hoogstraten te belanden. De bewoners van de Meierij van 's-Hertogenbosch gingen toen ook op bedevaart naar Hoogstraten, dat toen in de Spaanse Nederlanden lag en tegenwoordig in België, twintig kilometer ten zuiden van Breda.
Nadat de katholieken in 1799 de Sint-Petruskerk (de huidige Sint-Petrusbasiliek) weer terugkregen, probeerden de diverse pastoors ook de doeken weer terug te halen. Uiteindelijk lukte dat gedeeltelijk in 1922, toen Boxtel een van de twee doeken, de vermeende 'corporale', terug kreeg. Paus Pius XI verleende op 27 februari 1924 toestemming voor de overbrenging, waarna een gezelschap van 528 mannen de doek per trein en tram heeft opgehaald, waarna deze werd bewaard in de inmiddels gerestaureerde Heilig-Bloedkapel.

## Heilig Bloedprocessie

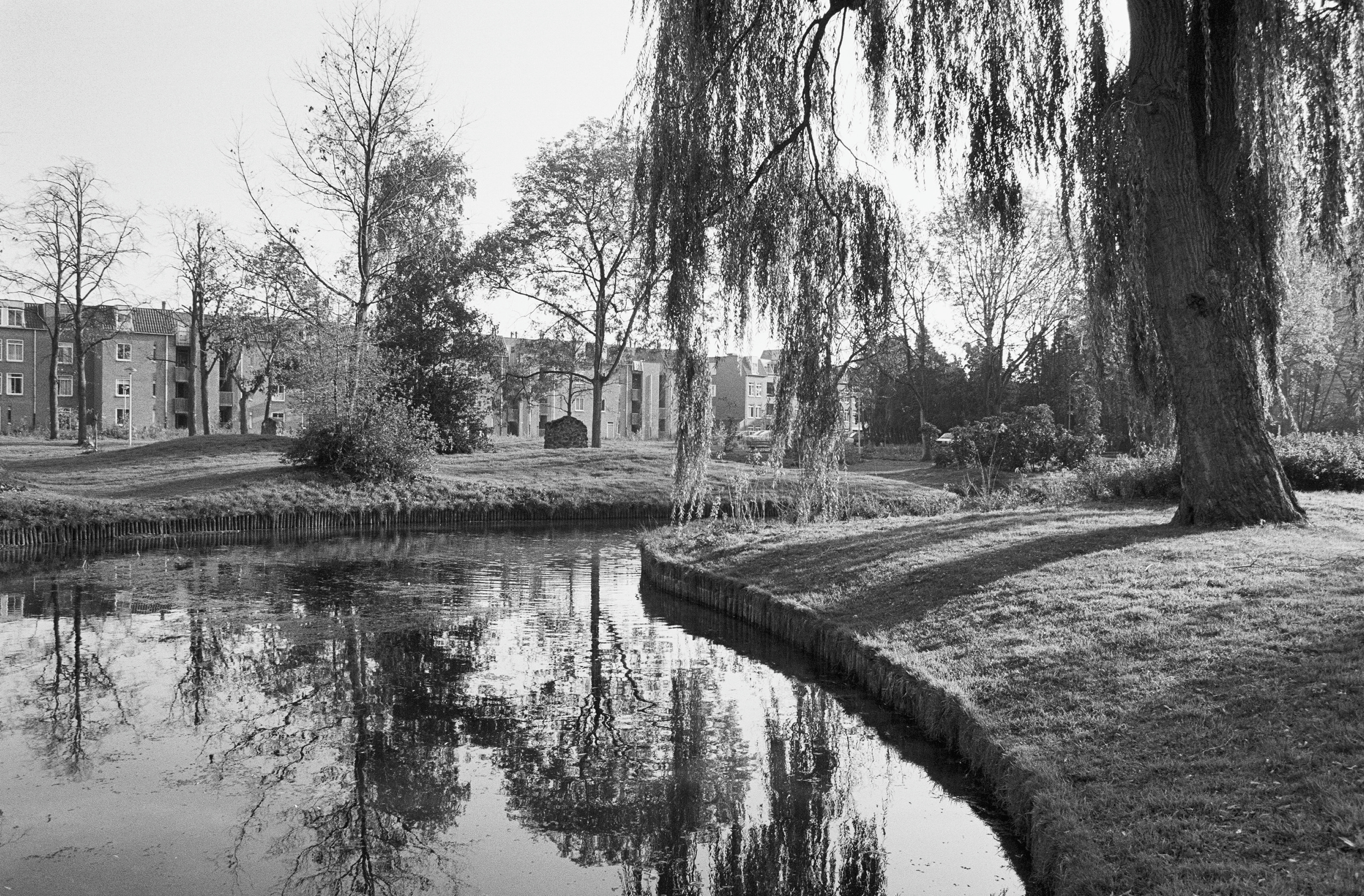
Het processiepark in Boxtel